# Blue Springs (Missouri)
Blue Springs é uma cidade localizada no estado americano de Missouri, no Condado de Jackson.

## Demografia
Segundo o censo americano de 2000, a sua população era de 48.080 habitantes. 
Em 2006, foi estimada uma população de 53.885, um aumento de 5805 (12.1%).

## Geografia
De acordo com o United States Census Bureau tem uma área de 
47,2 km², dos quais 47,1 km² cobertos por terra e 0,1 km² cobertos por água. Blue Springs localiza-se a aproximadamente 259 m acima do nível do mar.

## Localidades na vizinhança
O diagrama seguinte representa as localidades num raio de 16 km ao redor de Blue Springs. 